# Ageratina ligustrina
Ageratina ligustrina  es una especie de planta con flor en la familia   Asteraceae. Es originaria de México y Centroamérica.

## Descripción
Es un arbusto nativo de Guatemala, silvestre y abundante en los bosques húmedos. Se utiliza las hojas y la corteza.

## Propiedades
La decocción de las hojas se utiliza en Guatemala, y especialmente en Alta Verapaz, como tratamiento para la diabetes y el paludismo. También se usa para tratar afecciones gastrointestinales, (amebiasis, diarrea, disentería, dolor de estómago, inflamación intestinal), dolor de cabeza, dolor de cuerpo, dolor de huesos, enfermedades de la sangre y de los riñones, inflamación del hígado, tos y tos ferina.

## Taxonomía
Ageratina ligustrina fue descrita por (Regel) R.M.King & H.Rob. y publicado en Phytologia 19(4): 223, en el año 1970.
Etimología
Ageratina: nombre genérico que deriva de la  palabra  griega: ageratos o ageraton que significa "que no envejece", en alusión a las flores que conservan su color por mucho tiempo.
ligustrina: epíteto latíno que significa "como Ligustrum"
Sinonimia
- Ageratina caeciliae (B.L.Rob.) R.M.King & H.Rob.
- Ageratina plethadenia (Standl. & Steyerm.) R.M.King & H.Rob.
- Ageratum glaucum
- Eupatorium biceps Klotzsch ex Vatke
- Eupatorium caeciliae B.L.Rob.
- Eupatorium ligustrinum DC.
- Eupatorium micranthum Less.
- Eupatorium myriadenium Schauer
- Eupatorium plethadenium Standl. & Steyerm.
- Eupatorium semialatum Benth.
- Eupatorium vetularum Standl. & Steyerm.
- Eupatorium weinmannianum Regel & Körn.[5]

## Nombre común
Se conoce como: baqcé, barretillo, chicajol, hoja liza, sal de venado.  